# Tim O'Reilly
Tim O'Reilly (in irlandese Tadhg Ó Raghallaigh; Cork, 6 giugno 1954) è un editore irlandese naturalizzato statunitense.
È il fondatore della O'Reilly Media (ex O'Reilly & Associates) e un sostenitore del software libero e dei movimenti open source.
O'Reilly è stato inizialmente interessato alla letteratura dopo il diploma di scuola superiore, ma dopo la laurea presso l'Harvard College nel 1975 con un BA cum laude in Lettere Classiche fu coinvolto nel campo dei manuali utente di computer. Egli definisce la sua azienda non come una casa editrice di libri o di libri online, e nemmeno come una azienda organizzatrice di conferenze (anche se in realtà si occupa di tutte queste attività), ma come una società di trasferimento tecnologico, "in grado di cambiare il mondo diffondendo la conoscenza degli innovatori". O'Reilly è nel consiglio di CollabNet, ed è stato nel consiglio di Macromedia del 2005 fino alla fusione con Adobe Systems. Nel marzo 2007 è entrato a far parte del Consiglio di Amministrazione di MySQL AB.
Nel 2001, O'Reilly è stato coinvolto in una controversia con Amazon.com, conducendo una protesta contro il brevetto con un solo click di Amazon, e in particolare, l'affermazione di Amazon di tale brevetto contro rivali come Barnes & Noble. La protesta si è conclusa con O'Reilly e il fondatore di Amazon.com Jeff Bezos in visita a Washington DC per fare lobbying per la riforma dei brevetti.